# Sóssenki
Sóssenki (en rus: Сосенки) és un poble (un possiólok) de l'óblast de Rostov, a Rússia, segons el cens rus del 2010 tenia 447 habitants. Pertany al districte de Tsimliansk.